# На берегу (фильм, 1944)
«На берегу» (англ. At Land) — короткометражный экспериментальный немой фильм 1944 года американского производства режиссёра Майи Дерен.

## Сюжет
Женщина оказывается на берегу океана. Она оглядывается и видит, как волны убегают прочь от берега. Поднявшись, она начинает карабкаться по сухому стволу дерева. Поднимаясь вверх, она одновременно оказывается ползущей по длинному столу. За столом сидят множество людей, беседуют и не замечают её. В конце стола мужчина играет в шахматы. Женщина подползает к нему, но в этот момент мужчина уходит. Фигуры начинают двигаться сами по себе, и одна из пешек падает на пол — одновременно в реку.
Затем женщина оказывается на дороге. Она встречает попутчика и разговаривает с ним (при этом попутчик — это четыре разных человека). Вместе с ним она приходит в дом. Вся мебель в доме закрыта белыми покрывалами, а под белым покрывалом на кровати лежит мужчина и внимательно смотрит на героиню. Она идёт по дому, проходит несколько дверей и оказывается снова на берегу океана.
На берегу героиня видит двух женщин, играющих в шахматы. Она подходит к ним и начинает ласкать их, гладить волосы. Охваченные радостью, женщины улыбаются, — и в это время героиня похищает фигуру с шахматной доски. Оглядывается и видит на пляже саму себя в разные моменты своего путешествия.

## В ролях
| В ролях          |  | Персонаж                    |
| ---------------- |  | --------------------------- |
| Джон Кейдж       |  | Один из спутников на дороге |
| Майя Дерен       |  | Главная героиня             |
| Александр Хэммид |  | Один из спутников на дороге |
| Паркер Тайлер    |  |                             |